# Китайсько-японські відносини
Японсько-китайські відносини мають понад двохтисячолітню історію. Перші контакти мали місце в період Яйой. З китайського материка до Японії були завезені рисівництво, техніка обробки металів, мистецтво виготовлення бронзових і залізних знарядь. Китайська культура справила великий вплив на формування японського суспільства і японської держави.

## Історія

### 1— 6 століття

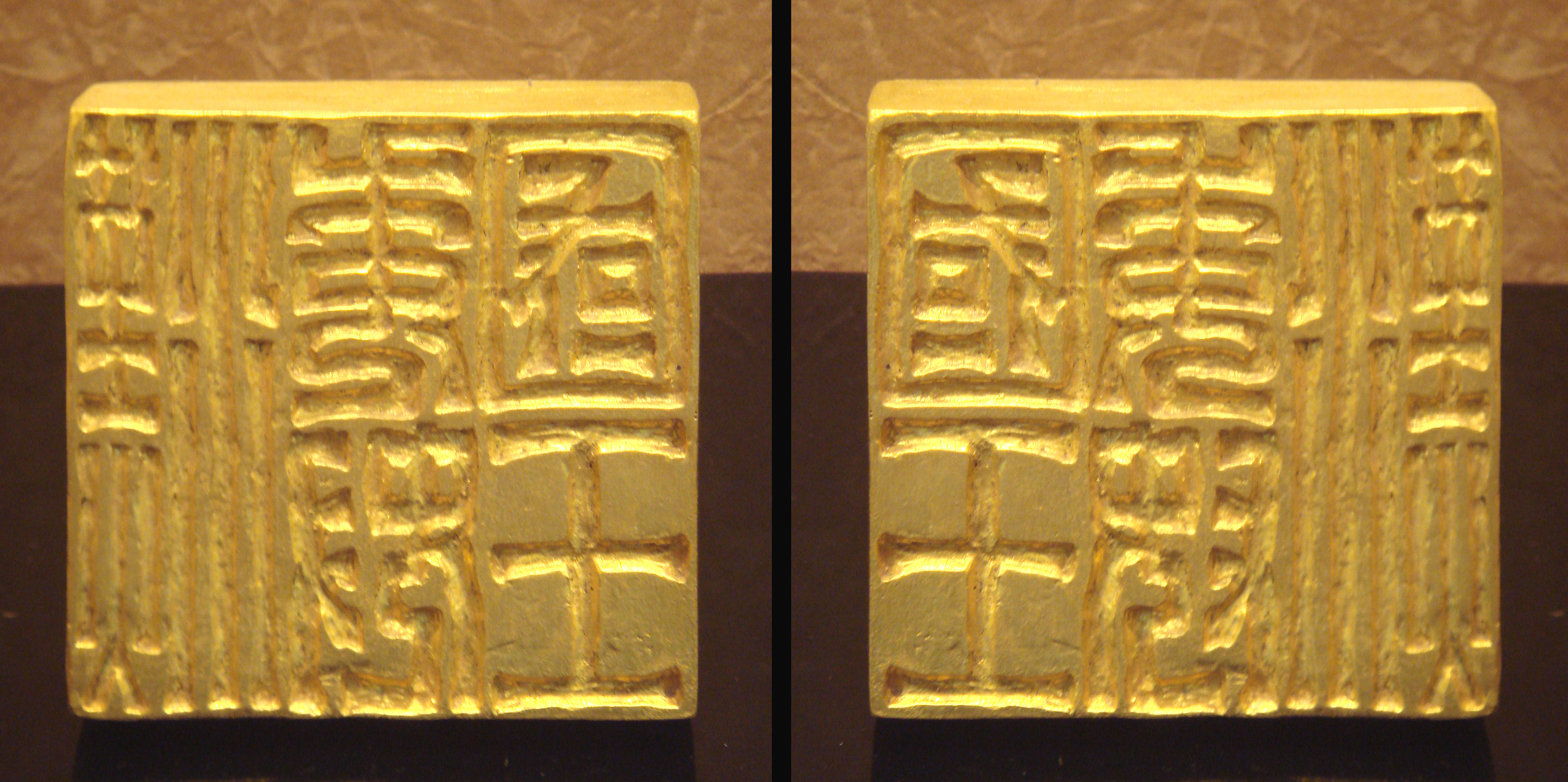
Печатка вана японської країни На (Фукуоцький музей)

Перші писемні згадки про Японію та її мешканців містяться в китайських хроніках 1 століття. Стародавні китайці називали японців народом ва — «карликами» — і вважали варварами. В географічному розділі «Книги Хань» зазначається, що цей народ мав понад сто країн і мешкав у морі, на південний схід від Корейського півострова. 57 року мешканці однієї з цих країн під назвою На прибули до китайського імператора із даниною. В «Книзі Пізньої Хань» говориться, що посли отримали від імператора золоту печатку для їхнього правителя. Ця печатка була знайдена у 19 столітті на японському острові Сіканосіма в районі міста Фукуока.
З китайських джерел відомо, що 107 року правителі народу ва надіслали нове данницьке посольство до двору китайської династії Пізня Хань. Ці правителі розпочали процес об'єднання країн японського архіпелагу. В 3 столітті, в результаті цього процесу, в Японії виникло перше державне утворення під назвою Яматай. Його правителька Хіміко визнала верховенство китайського імператора династії Вей і декілька разів надсилала до нього данницькі посольства. Детальний опис яматайської держави міститься в «Переказі про людей ва» в китайській хроніці «Записи трьох держав». Точне місце знаходження Яматай залишається предметом наукових дебатів.
Китайські хроніки 4 століття нічого не повідомляють про Японію. Проте джерела 5 століття згадують про існування в районі Осацької затоки могутньої давньояпонської монархії Ямато. Її керівники надсилали данницькі посольства до південнокитайських династій, сподіваючись отримати міжнародне визнання і підняти свій авторитет в очах японської знаті. В «Книзі Сун» та «Книзі Лян» згадується, що п'ять правителів держави народу ва почергово надсилали посланців до імператорського двору й отримували від імператора титули «ванів Ва». Ймовірно, завдяки цим посольствам вперше на теренах Японії набула поширення китайська писемність й південнокитайські розмовні діалекти. Саме ці діалекти лягли в основу прочитання ранньої японської ієрогліфіки та буддистського канону.

### 6— 12 століття

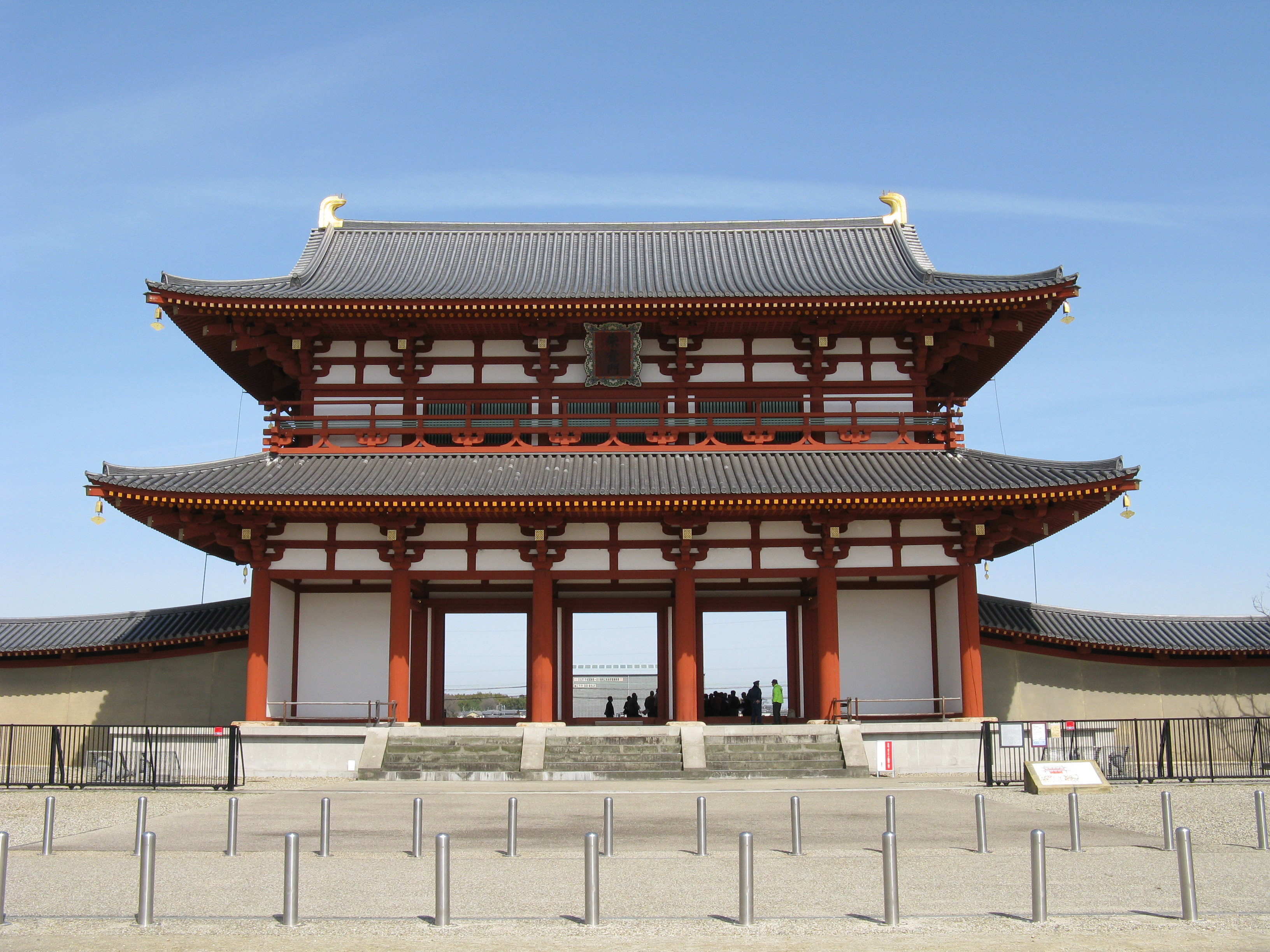
Ворота старої столиці в Нара за китайським зразком

Зв'язки між Китаєм і Японією стали тіснішими після прийняття японцями китайської махаяністської версії буддизму наприкінці 6 століття. Китайські інженери та митці грали провідну роль у спорудженні храмів та об'єктів поклоніння. Після постання в Китаї нової династії Тан на початку 7 століття, культурний обмін між обома країнами став інтенсивніше. Протягом наступного століття японці відправили понад 20 данницьких посольств з метою вивчення китайського буддизму, а також китайського політично-суспільного устрою. Після реформ Тайка японська молода держава розпочала розбудову державно-адміністративного апарату за танським зразком. 701 року було прийнято загальнояпонське законодавство на основі китайського.
В середині 7 століття китайська династія Тан почала кампанію з завоювання Корейського півострова. Боячись за свою незалежність, Японія відправила підмогу до союзницької корейської держави Пекче. 660 року японсько-пекчеська армія була розбита тансько-сілланськими силами в битві при річці Пек. Через це японський уряд розпочав реформування системи оборони і деякий час не відсилав данницьких посольств до Китаю. Незважаючи на напруження в китайсько-японських відносинах, культурний обмін між країнами не переривався. Зокрема, між 7 і 8 століттями до Японії було імпортовано даосизм, який справив великий вплив на формування церемоніалу японсько язичницької релігії. Японці стали використовувати титул верховного даоського божества «Небесного господаря» як титул власного монарха — Імператора Японії. Одночасно з цим була змінена офіційна назва держави — Ямато перетворилася на Японію (Ніппон).
Період 8 — 9 століття був часом домінування в Японії китайської танської культури. Стародавні японські столиці Нара і Кіото були збудовані за зразком танської столиці Чан'ань. Державний устрій базувався на китайському законодавстві. Придворні церемонії, одяг, побут нагадували танські аналоги. Поряд з японською поезією вака була популярна китайська ієрогліфічна поезія кансі. Знання китайського літературного канону було необхідною умовою для прийняття на державну посаду. В цей період південнокитайська традиція прочитання ієрогліфів була замінена північнокитайською. Китайський езотеричний буддизм, на чолі з сектами Тендай і Сінґон, став панівними в середовищі японського двору та аристократії.
Наприкінці 9 століття, у зв'язку із занепадом династії Тан та ростом патріотизму в Японії, китайська культура почала поступово витіснятися японською. Двосторонні відносини на державному рівні були припинені, а практика відправки данницьких посольств була скасована. Попри це тривав торговельний і культурний обмін на рівні приватних осіб — купців і ченців. Японці активно скуповували шовк і порцеляну. Важливою статтею імпорту була мідна монета китайської династії Сун, яка через занепад японського виробництва монет, перетворилася на основну японську валюту. Оскільки приватна японсько-китайська торгівля давала великі прибутки, в 12 столітті самурайські диктатори з роду Тайра прагнули взяти її під свій контроль.

### 13 — 15 століття

Нашестя 1274 року.

На початку 13 століття з Сунського Китаю до Японії було завезено дзен-буддизм. Нова релігія набула поширення в середовищі самурайства, а згодом і столичної аристократії. В Кіото та Камакурі були засновані пять великих дзенівських монастирів — «пять гір», що були центрами китайської культури в Японії. Поряд з дзеном в країні набули поширення амідаїстичні вчення, які також мали китайське походження. Незважаючи на поступовий занепад династії Сун в результаті монгольських вторгнень, японці продовжували підтримувати тісні контакти з Китаєм. Двосторонніми відносинами займалися виключно дзенівські ченці.
Після заснування на території Китаю монгольської династії Юань, над Японією нависла загроза монгольського завоювання. В 1274 і 1281 роках монгольський імператор Хубілай двічі відсилав велике монголо-китайсько-корейське військо підкорити японців. Однак обидві кампанії завершилися перемогою остров'ян. Це була перша масштабна спроба іноземного вторгнення до Японії. В ході цих воєн японці вперше познайомилися із вогнепальною зброєю, порохом, а також тактикою використання піхотинців-списників.
Починаючи з 14 століття в акваторії Жовтого і Східно-Китайського морів з'явилися японські пірати. Вони перманентно нападали прибережні поселення в Китаї та Кореї. Піратство переросло у міжнародну проблему, вирішенням якої займалися уряди трьох країн — Китаю, Кореї та Японії. Тогочасні японські сьоґуни отримували від китайських імператорів титул «ванів Японії» і право торгувати з Китаєм в обмін на боротьбу з піратами. Японський сьоґунат відновив практику відправлення данницьких посольств до китайського двору. Японсько-китайські міждержавні стосунки були відновлені.
15 століття стало часом японцізації китайських культурних запозичень попередніх століть. Китайський чайний церемоніал династії Сун, забутий китайцями наступних поколінь, зберігся в Японії і перетворився на окремий вид мистецтва — тядо. Набув розвитку японський тушевий живопис і дзенівська каліграфія.

### 16 — 19 століття

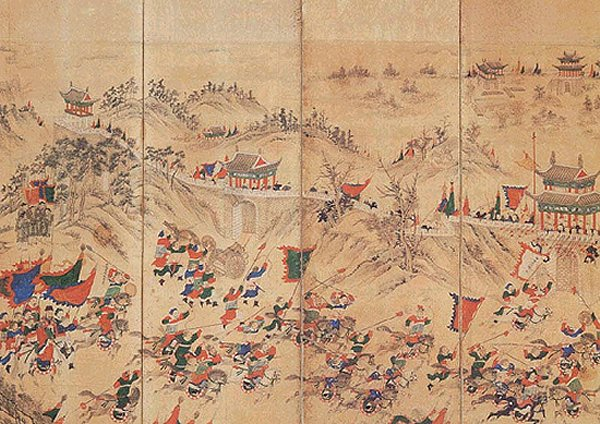
Китайці відбивають Пхеньян у японської залоги (1593).

В 16 столітті, через кризу японського центрального уряду та початок періоду міжусобиць, японсько-китайський діалог був перерваний. Данницькі посольства не відправлялися. Наприкінці цього ж століття, об'єднувач Японії Тойотомі Хідейосі планував підкорити Китай. 1592 року він відправив для завоювання Пекіну 100 тисячну армію через Корею, розпочавши японсько-корейську війну. В ній взяли участь війська династії Мін, які захищали васальну корейську династію Чосон. 7-літня війна закінчилася поразкою Японії і відступом військ Тойотомі Хідейосі. Однак Корея опинилася в руїнах, а армія і скарбниця китайської династії Мін була виснажена. В результаті ослаблений Китай пав жертвою завоювання північних племен — маньчжурів. Вони заснували нову династію Цін.
З встановленням сьоґунату Токуґава 1603 року в Японії країна взяла курс на обмеження міжнародних контактів. З цієї причини японці відмовилися від закликів мінських чиновників створити анти-маньчжурську коаліцію. Офіційних стосунків між Цінським Китаєм та Японією не існувало до 19 століття. Японська влада заборонила японцям покидати межі країни, але заохочувала приватних купців з Південного Китаю прибувати в Наґасакі. В цьому місті існував китайський квартал. Його мешканці поширили культуру чаювання в середовищі японського простолюду. До того часу чай був доступний лише привілейованим класам. 
Протягом 17 — 19 століття офіційною ідеологією Японії було китайське неоконфуціанство. В різних куточках країни споруджувалися мавзолеї Конфуція. Конфуціанство справило вплив на формування японської системи цінностей, зокрема кодексу честі самурая. У той же час, підсилювалися японські націоналістичні настрої. З'явилася тенденція підпорядковувати китайську культуру японській, сверджуючи, що витоки першої були запозичені з Японії у найдавніші часи.
Модернізація років Мейдзі (1868-1889) сприяла підсиленню Японської імперії. Китайська спроба модернізації, т.н. Реставрація Тунчжи (1860-1874, династія Цін) була менш вдалою. Результатом цього стала перемога Японії у Японсько-цінській війні (1894-95), яка поклала край китайському "Руху за самопідсилення" (Self-Strengthening Movement) та встановила домінуючий статус Японської імперії на наступні півстоліття.